# Anthrax curvirostris
Anthrax curvirostris är en tvåvingeart som först beskrevs av Thomson 1869.  Anthrax curvirostris ingår i släktet Anthrax och familjen svävflugor. Inga underarter finns listade i Catalogue of Life.